# Alien: Earth
Alien: Earth este un serial de televiziune american horror science fiction creat de Noah Hawley. Este primul serial de televiziune al francizei Alien și are loc cu doi ani înainte de evenimentele din filmul Alien din 1979. În rolurile principale apar actorii Sydney Chandler, Alex Lawther, Essie Davis, Samuel Blenkin, Babou Ceesay, Adarsh Gourav și Timothy Olyphant.
Dezvoltarea serialului ar fi început la începutul anului 2019, cu Ridley Scott ca producător executiv pentru FX pe Hulu. Preproducția a început în aprilie 2023, cu Chandler distribuit în rolul principal în luna următoare, iar alți actori au primit roluri din iulie până în noiembrie 2023. După ce filmările principale au fost amânate din cauza pandemiei de COVID-19, producția a început în iulie 2023, dar a fost oprită în august din cauza grevei SAG-AFTRA din 2023. Filmările au fost reluate în aprilie 2024 și s-au încheiat în iulie acel an.
Alien: Earth a avut premiera pe FX și FX pe Hulu în SUA și pe Disney+ la nivel internațional pe 12 august 2025.